# Juan Acosta
Juan Manuel Acosta Díaz, noto semplicemente come Juan Acosta (Rocha, 11 novembre 1993), è un calciatore uruguaiano, difensore del Boston River.

## Caratteristiche tecniche
È un terzino destro.

## Carriera
Cresciuto nel settore giovanile del Rocha, ha debuttato fra i professionisti il 6 marzo 2016 disputando l'incontro di Segunda División Profesional vinto 1-0 contro il Cerro Largo. Nel febbraio 2017 si è trasferito proprio alla squadra contro la quale esordì, rimanendovi per tre stagioni scendendo in campo in 76 incontri fra prima e seconda divisione. Il 3 gennaio 2020 è stato acquistato dal Peñarol.

## Palmarès

### Club

#### Competizioni nazionali
- Segunda División Profesional de Uruguay: 1

Cerro Largo: 2018